# جون سترومبرغ
جون سترومبرغ (بالفنلندية: Johan Strömberg)‏ هو فلاح وسياسي فنلندي، ولد في 27 أغسطس 1868 في فنلندا، وتوفي بنفس المكان في 11 مارس 1952. حزبياً، نشط في حزب الشعب السويدي. وقد انتخب عضو برلمان فنلندا ‏ (1 فبراير 1911 – 3 أبريل 1917) وانتخب عضو برلمان فنلندا ‏ (1 يونيو 1909 – 28 فبراير 1910).